# 孔宪京
孔宪京（1952年1月4日—2024年9月10日）是一位中国水工结构专家，大连理工大学教授。

## 生平
1952年出生于江苏南京，原籍山东济宁，1980毕业于大连工学院水利工程建筑专业。1983年获大连工学院硕士学位。1990年获大连理工大学水工结构工程博士学位。2017年当选为中国工程院院士。2024年9月10日病逝于上海。